# Iphiplateia orientalis
Iphiplateia orientalis is een vlokreeftensoort uit de familie van de Phliantidae. De wetenschappelijke naam van de soort is voor het eerst geldig gepubliceerd in 1976 door Nina Liverjevna Tzvetkova.